# Willem van Hanegem

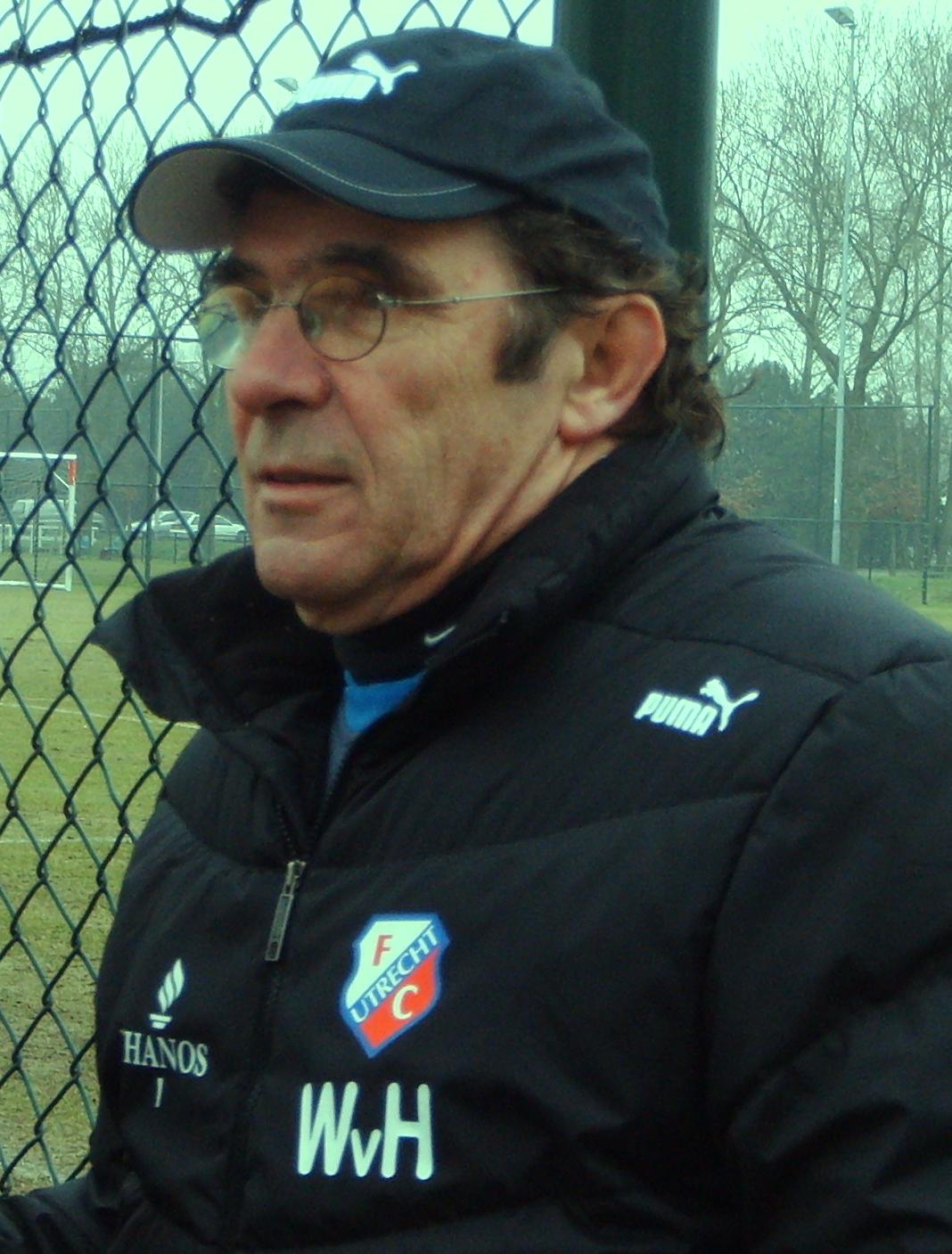
Van Hanegem als Trainer von Utrecht

Willem „Wim“ van Hanegem (* 20. Februar 1944 in Breskens), genannt „de Kromme“ („der Krumme“), ist ein niederländischer Fußballtrainer, ehemaliger Fußballspieler und Fußballkommentator. 1974 wurde der Mittelfeldspieler mit der niederländischen Nationalmannschaft Vizeweltmeister und 1976 Dritter bei der Europameisterschaft. Mit dem SC Feyenoord gewann er neben mehreren nationalen Titeln 1970 den Europapokal der Landesmeister und den Weltpokal sowie 1974 den UEFA-Cup. Als Trainer gewann er mit Feyenoord in den 1990er Jahren die niederländische Meisterschaft und zweimal den Pokal.
Er ist Vater des gleichnamigen DJ und Produzenten Willem van Hanegem, der eine Hälfte des weltweit erfolgreichen DJ-Duos W&W ist.

## Jugend
Van Hanegem wurde am 20. Februar 1944 in Breskens als Sohn des Fischers Lo van Hanegem (1905–1944) und Anna van Grol geboren. Seine Mutter Anna war als Kind niederländischer Emigranten in Rochester, Michigan geboren, die jedoch nach Zeeland zurückgekehrt waren. Bei einem Bombenangriff auf Breskens während der Operation Switchback starben am 11. September 1944 Willems Vater Lo und sein Bruder Izaäk; nach van Hanegems Angaben kamen ein weiterer Bruder und eine Schwester ebenfalls im Zweiten Weltkrieg ums Leben. Willem van Hanegem prägten sich die Ereignisse des Krieges derart ein, dass er eine lebenslange Antipathie gegen Deutsche entwickelte. So blieb er nach dem WM-Finale 1974 als einziger dem Festbankett fern.
Im Frühjahr 1946 zog seine Mutter mit ihren Kindern nach Utrecht, wo Willem bei ihr und einem Stiefvater aufwuchs.

## Spielerkarriere
Schon der junge Straßenfußballer Willem van Hanegem hatte einen starken linken Fuß. Während eines Trainings des Utrechter Arbeiterklubs Velox aus dem Stadtviertel Tolsteeg, einer der Vorgängervereine des FC Utrecht, stand van Hanegem an der Torauslinie und schoss jeden Ball, der neben das Tor ging, mit einer solchen Präzision zurück, dass Trainer Daan van Beek ihn aufforderte, sich beim Verein anzumelden. Die erste Mannschaft des Klubs, seit 1958 im bezahlten Fußball, spielte in der drittklassigen Tweede divisie. In Dokumenten aus dieser Zeit ist Wim Hanegem (das van wurde in diesen Jahren unterschlagen, selbst bei seinen ersten Länderspielen hieß er für den KNVB noch Willem Hanegem) als Jugendspieler und als Mitglied der zweiten Mannschaft verzeichnet.
Nach dem Aufstieg 1962 in die Eerste divisie gehörte er zum Kader der Halbprofis des Ligateams, das jedoch weiter im Schatten der „großen“ Utrechter Klubs DOS und Elinkwijk stand. Vier Jahre spielte er mit Velox in der zweiten Liga, ehe er 1966 zum Eredivisie-Aufsteiger XerxesDZB nach Rotterdam wechselte, der in der ersten Saison auf Platz zehn abschloss. 1968 ging er zum Lokalrivalen Feijenoord und feierte mit diesem Club seine größten Erfolge. Er wurde 1969, 1971 und 1974 niederländischer Meister. 1970 gewann er mit Feyenoord als erstem niederländischen Verein den Europapokal der Landesmeister, noch bevor die große Zeit des Erzrivalen Ajax Amsterdam begann. Im Finale von Mailand schlug seine Mannschaft Celtic Glasgow mit 2:1. Bei der Fußball-Weltmeisterschaft 1974 in Deutschland und auch bei der Qualifikation zu diesem Turnier war van Hanegem Stammspieler. Im 4-3-3 System der Niederländer spielte er üblicherweise im linken Mittelfeld neben Neeskens und hinter Rensenbrink, so auch im Finale, das die Niederlande mit 2:1 gegen Deutschland verloren. Er wurde zwei Jahre später bei der Fußball-Europameisterschaft 1976 in Jugoslawien EM-Dritter. 1974 Jahr gewann er mit Feyenoord nicht nur die Meisterschaft, sondern im Finale gegen Tottenham Hotspur den UEFA-Pokal.
1976 wechselte er für drei Jahre zum niederländischen Ligakonkurrenten AZ Alkmaar und wollte 1979 seine Karriere in den USA bei Chicago Sting ausklingen lassen. Er kam jedoch noch im gleichen Jahr zurück in die Niederlande, spielte bis 1981 beim FC Utrecht und bis 1983 erneut bei Feyenoord.

## Trainerkarriere
Nach Beendigung seiner aktiven Laufbahn wurde er zunächst Assistenztrainer 1983 bei Feyenoord. Er war später Cheftrainer bei AZ Alkmaar, Sparta Rotterdam und von 1992 bis 1995 auch bei Feyenoord, wo er einmal Meister (1993) und zweimal Pokalsieger (1994 und 1995) wurde. Im Oktober 1995 wurde er entlassen und wechselte kurz darauf nach Saudi-Arabien, wo er für eine Spielzeit Al-Hilal übernahm.
Für den niederländischen Fußballverband arbeitete er 1991/1992 als Trainer der Amateurnationalmannschaft und war von 2002 bis 2004 Assistenztrainer von Dick Advocaat in der niederländischen Nationalmannschaft.
Von Juli 2007 bis Dezember 2008 war er Trainer des niederländischen Erstligisten FC Utrecht.

## Kommentator
Van Hanegem war eine Zeitlang Analyst für den früheren niederländischen Bezahlsender Canal+. 2004 begann er als Analyst beim öffentlich-rechtlichen Rundfunk der Niederlande, NOS. Er arbeitete seit der Saison 2005/2006 auch als Experte beim Programm Voetbal Inside auf RTL 7 und kommentierte Freitags die Live-Spiele der ersten niederländischen Fußballliga, der Eredivisie. Im August 2008 wurde bekannt, dass Voetbal Inside abgesetzt werden sollte. Van Hanegem unterschrieb daher einen Vertrag als Experte beim Nachfolgesender von Canal+, Sport 1.

## Erfolge
Feyenoord
- Niederländischer Meister: 1969, 1971, 1974
- KNVB-Pokal: 1969, 1978
- Europapokal der Landesmeister: 1970
- UEFA Cup: 1974
- Weltpokal: 1970

Nationalmannschaft
- Vize-Weltmeister: 1974
- 3. Platz bei der Europameisterschaft: 1976